# 10. červen
10. červen je 161. den roku podle gregoriánského kalendáře (162. v přestupném roce). Do konce roku zbývá 204 dní. Svátek má Gita.

## Události

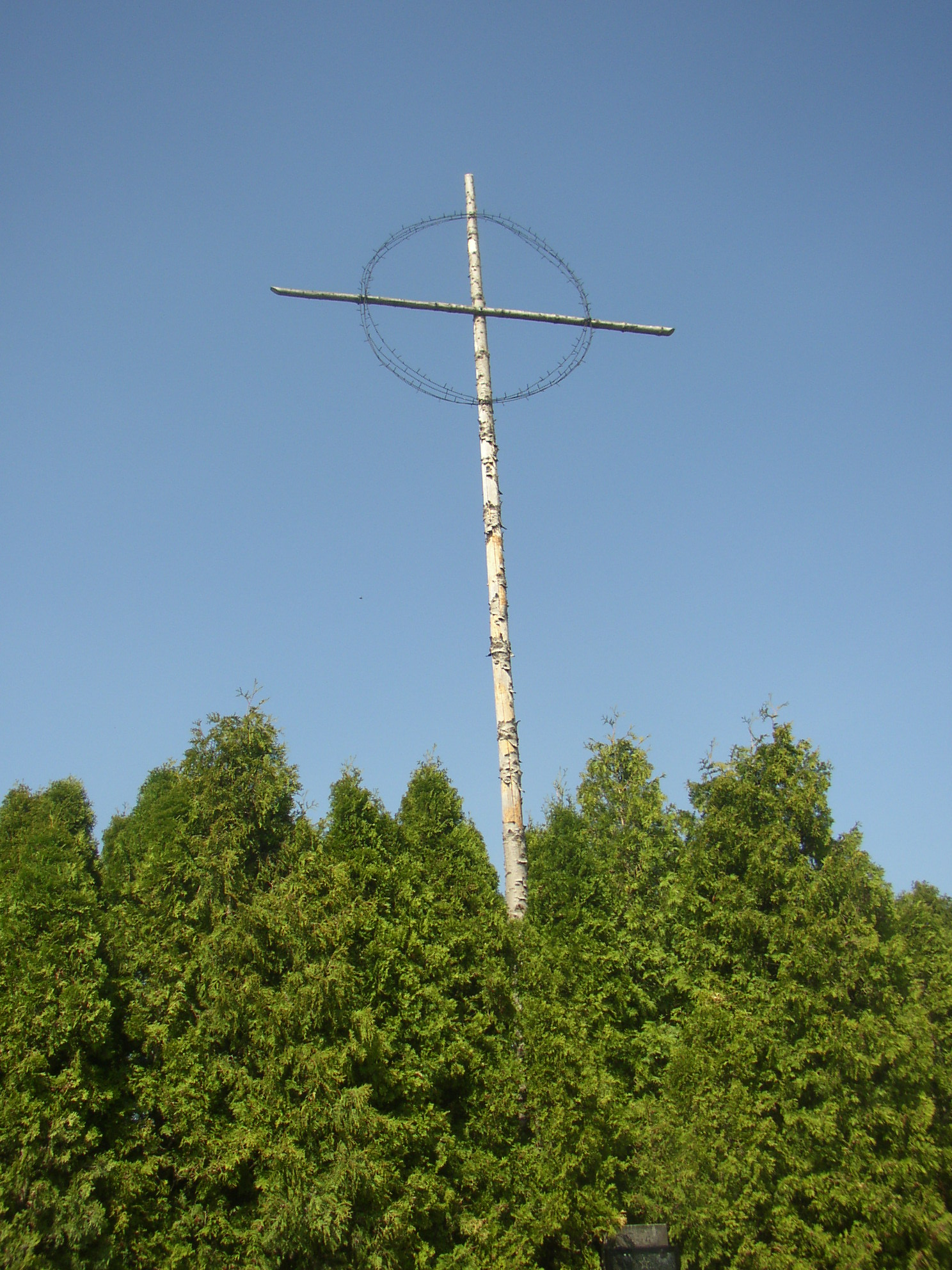
Prostý kříž s trnovou korunou z ostnatého drátu se stal symbolem Lidic

### Česko
- 1348 – Základní kámen hradu Karlštejnu položen. Mohutná tvrz, kterou nechal Karel IV. vybudovat na skále nad řekou Berounkou, měla být schránkou korunovačních klenotů
- 1619 – Třicetiletá válka: v počátcích konfliktu bylo poraženo české stavovské vojsko habsburskou armádou v bitvě u Záblatí.
- 1942 – Druhá světová válka: Němečtí nacisté vyhladili vesnici Lidice u Kladna.
- 1948 – Na ustavující schůzi nově zvoleného Národního shromáždění byl jeho předsedou zvolen sociální demokrat Oldřich John. Vystřídal tak dosavadního předsedu Josefa Davida (národní socialista).
- 1963 – Byl vyhlášen Krkonošský národní park.

### Svět
- 0671 – Japonský císař Tenji představil vodní hodiny (klepsydra) nazvané Rokoku. Přístroj měřící čas a ukazující hodinu, je umístěn v hlavním městě Ócu v prefektuře Šiga.
- 1194 – Katedrála ve městě Chartres byla zničena požárem.
- 1179 – Bitva u Mardž Ajjúnu mezi křižáckým Jeruzalémským královstvím a egyptským sultánem Saladinem
- 1692 –  Salemský hon na čarodějnice: Bridget Bishopová byla oběšena pro čarodějnictví a stala se tak první obětí procesů.
- 1909 – Britský parník Slavonia poprvé použil nouzový signál SOS poté, co u ostrova Flores (Azory) narazil na útes.
- 1918 – První světová válka: Dva italské torpédové čluny MAS-15 a MAS-21 zaskočily a potopily uherský dreadnought SMS Szent István, čímž ukončily pokus rakousko-uherského námořnictva o likvidaci spojenecké blokády Otrantské úžiny.
- 1919 – Maďarsko-československá válka: československé jednotky zahájily boje o Zvolen.
- 1934 – Mistrovství světa ve fotbale: Českoslovenští fotbalisté prohráli ve finále s Itálií 1:2 po prodloužení.
- 1944 – Masakr ve francouzském Oradour-sur-Glane. Německé jednotky Waffen SS zmasakrovaly 642 civilních obyvatel včetně starců, žen a dětí a vesnici vypálily.
- 1999 – Byla ukončena Operace Spojenecká síla, která měla za cíl zastavení násilí a represí proti kosovským Albáncům.
- 2003 – Vypuštěním sondy MER-A „Spirit“ zahájila NASA misi Mars Exploration Rover.

## Narození
Automatický abecedně řazený seznam viz Kategorie:Narození 10. června

### Česko

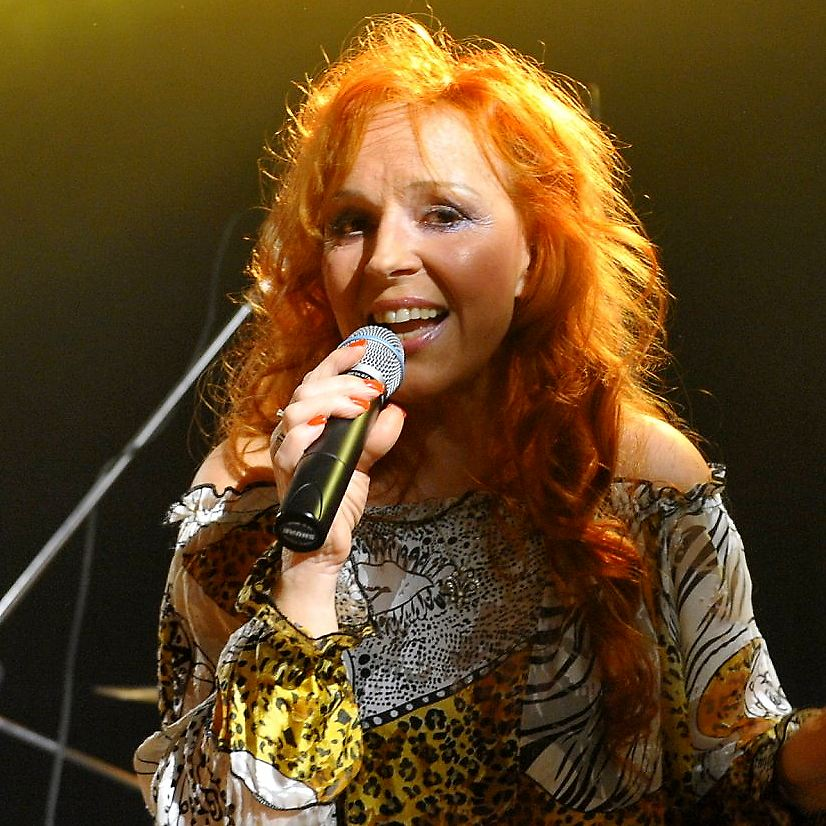
Marcela Holanová (* 1951)

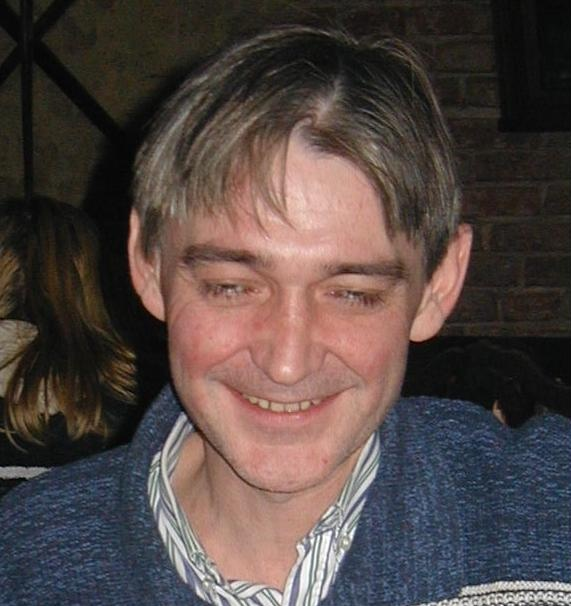
Vladimír Dlouhý (* 1958)

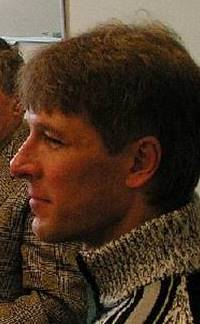
René Novotný (* 1963)

- 1663 – Leopold Šlik z Holíče a Pasounu, nejvyšší kancléř Českého království († 10. dubna 1723)
- 1791 – Václav Hanka, spisovatel († 12. ledna 1861)
- 1814 – Anton Jungnickl, starosta Znojma († 5. prosince 1886)
- 1816 – Josef Rank, rakouský spisovatel († 29. března 1896)
- 1828 – Ferdinand Špička, brněnský děkan († 3. června 1902)
- 1831 – Wilhelm Mayer, právník, hudební skladatel a pedagog († 22. ledna 1898)
- 1840 – Alois Kirnig, německo-český malíř a ilustrátor († 25. ledna 1911)
- 1854 – Josef Kaizl, ekonom a politik († 19. srpna 1901)
- 1857
  - Joseph Meder, česko-rakouský historik umění († 14. ledna 1934)
  - Bohumil Vojáček, český kontrabasista († 4. října 1926)
- 1875 – Karol Medvecký, československý politik slovenské národnosti († 12. prosince 1937)
- 1876 – František Samek, československý politik († 11. září 1940)
- 1880
  - Božena Jelínková-Jirásková, česká malířka († 5. září 1951)
  - Cyril Žampach, katolický kněz, vysoký církevní hodnostář († 8. června 1966)
- 1884 – Florian Zapletal, historik umění, novinář a voják († 16. října 1969)
- 1885 – Vojtěch Šíp, český sochař († 3. května 1931)
- 1894 – Pavel Bořkovec, hudební skladatel († 22. července 1972)
- 1901 – Antonín Bečvář, astronom a klimatolog († 10. ledna 1965)
- 1903 – Antonín Pospíšil, československý politik († 15. června 1973)
- 1913 – Pavel Kohn-Kubín, vojenský pilot († 13. března 1944)
- 1920 – Zbyněk Vostřák, český dirigent a hudební skladatel († 4. srpna 1985)
- 1924 – Miroslav Řepiský, organizátor hasičského hnutí († 23. ledna 2011)
- 1926 – Jaroslav Slípka, český histolog a embryolog († 24. července 2013)
- 1933 – Milena Hübschmannová, česká indoložka a zakladatelka české romistiky († 8. září 2005)
- 1935 – Alena Husková, klavíristka, dirigentka, korepetitorka († 6. srpna 2008)
- 1936 – Aglaia Morávková, herečka
- 1943 – Jiří Cerha, český zpěvák, hudební skladatel a pedagog († 26. října 2021)
- 1944 – Josef Dovalil, vysokoškolský pedagog a sportovní činovník († 4. července 2024)
- 1949
  - Jiří Malíř, český historik
  - Karel Zich, český zpěvák, kytarista a hudební skladatel († 13. července 2004)
- 1950 – Kateřina Charvátová, historička a archeoložka
- 1951 – Marcela Holanová, česká zpěvačka
- 1955 – Karel Musela, malíř († 10. listopadu 2011)
- 1956 – Pavel Koutecký, filmový dokumentarista a scenárista († 13. dubna 2006)
- 1958
  - Vladimír Dlouhý, herec († 20. června 2010)
  - Petr Lepša, herec, překladatel a malíř
- 1960 – Zdeněk Mahdal, český herec
- 1963 – René Novotný, sportovec
- 1966 – Hana Vovsová, česká spisovatelka

### Svět

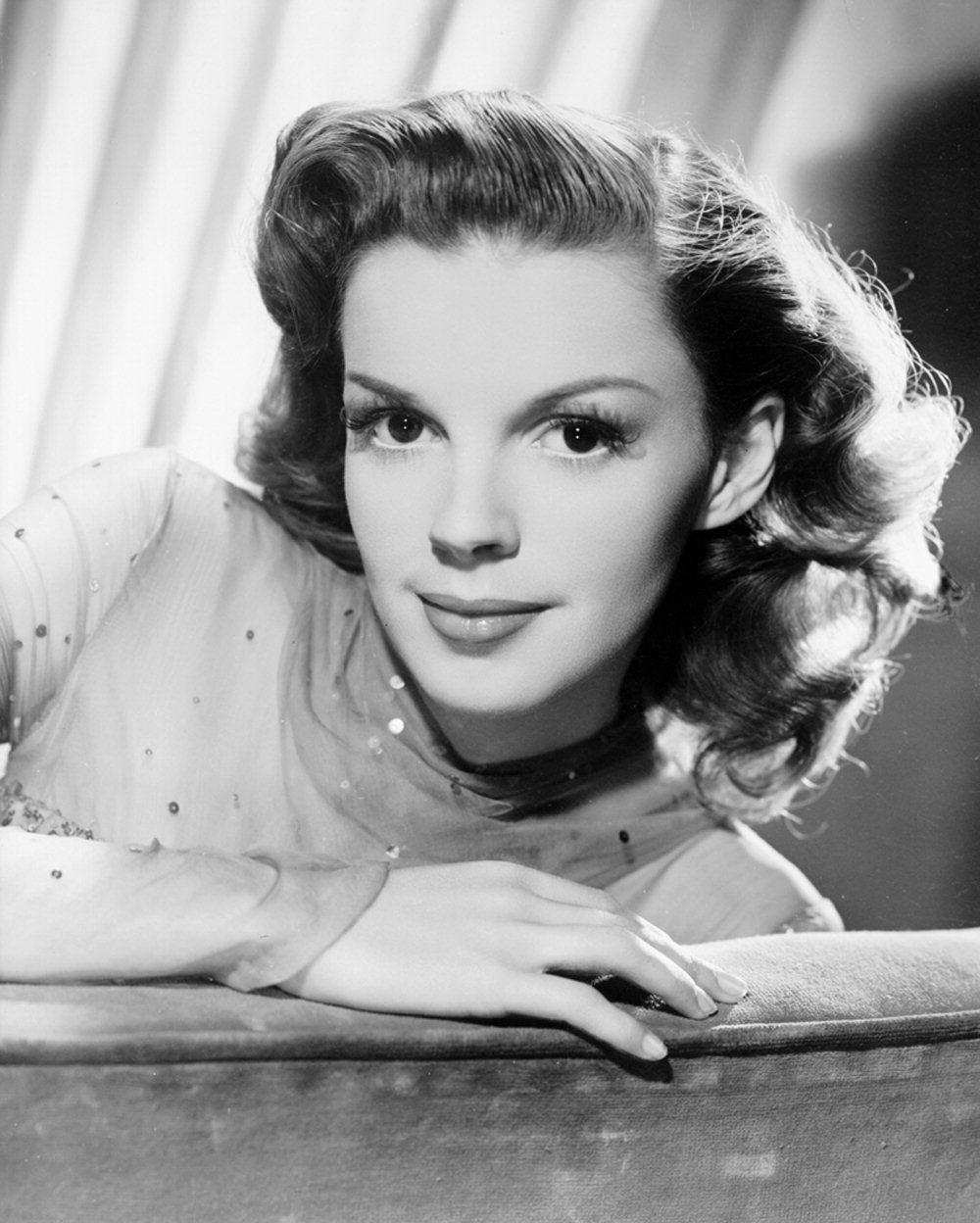
Judy Garland (* 1922)

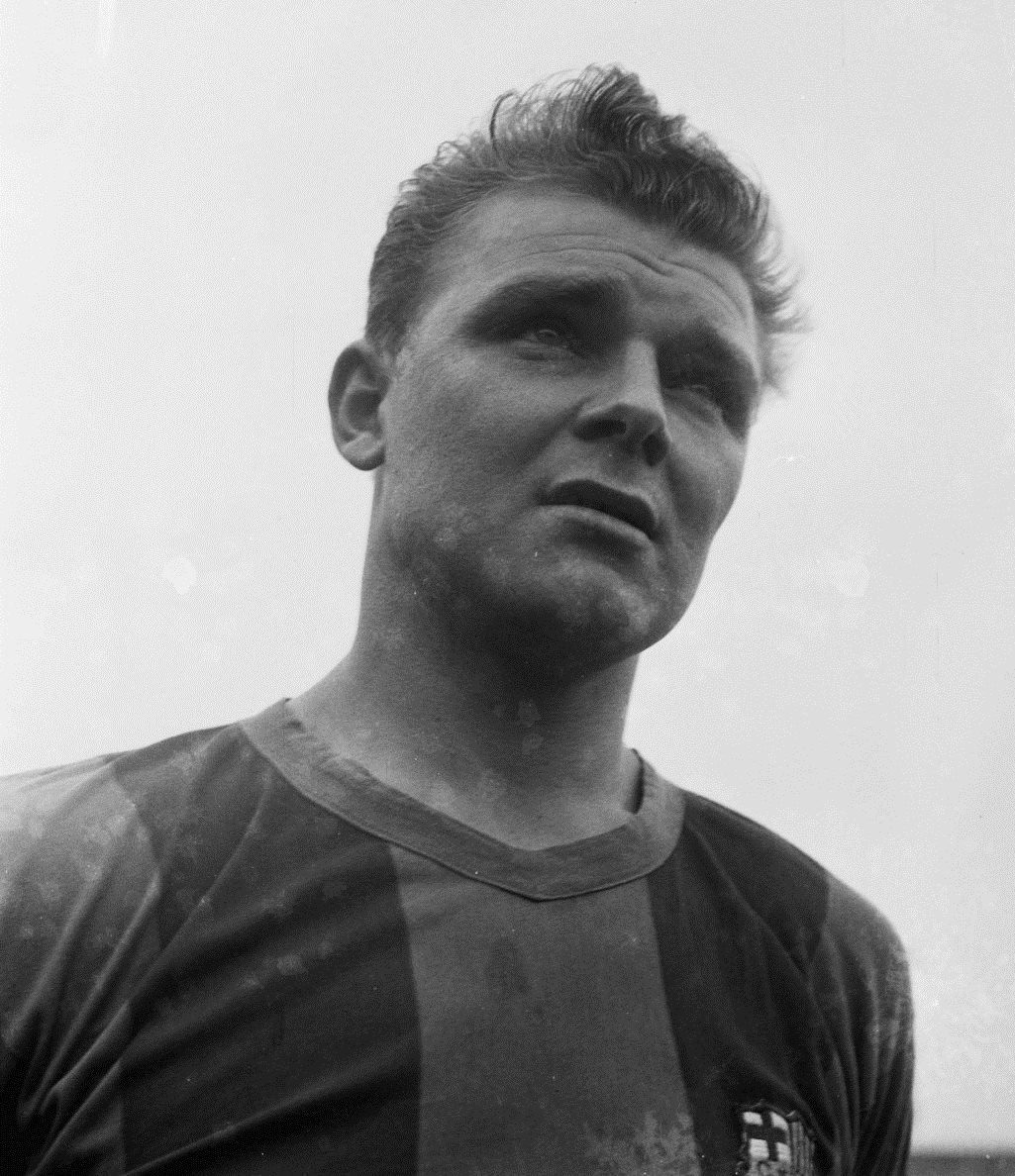
Ladislav Kubala (* 1927)

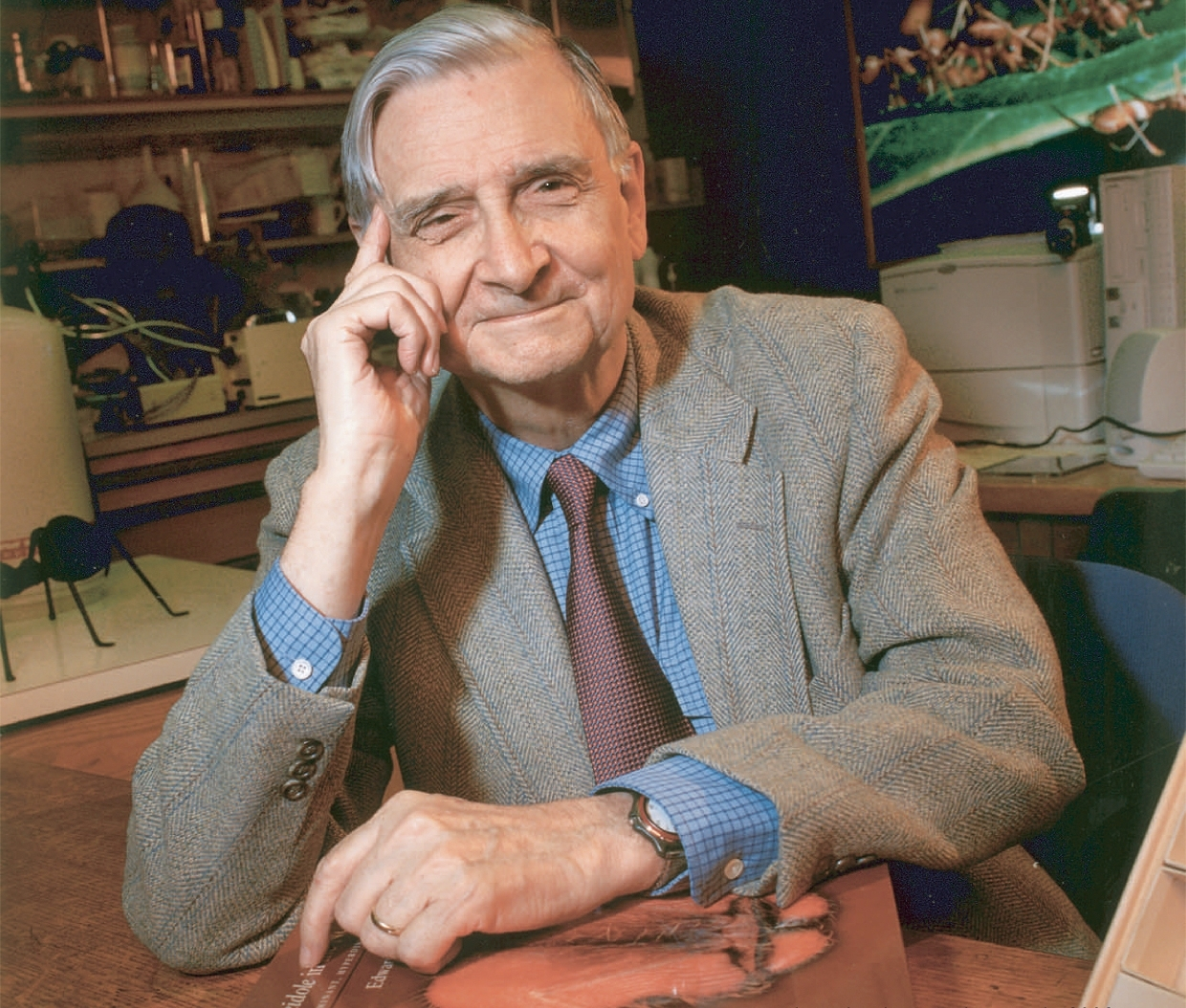
Edward Osborne Wilson (* 1929)

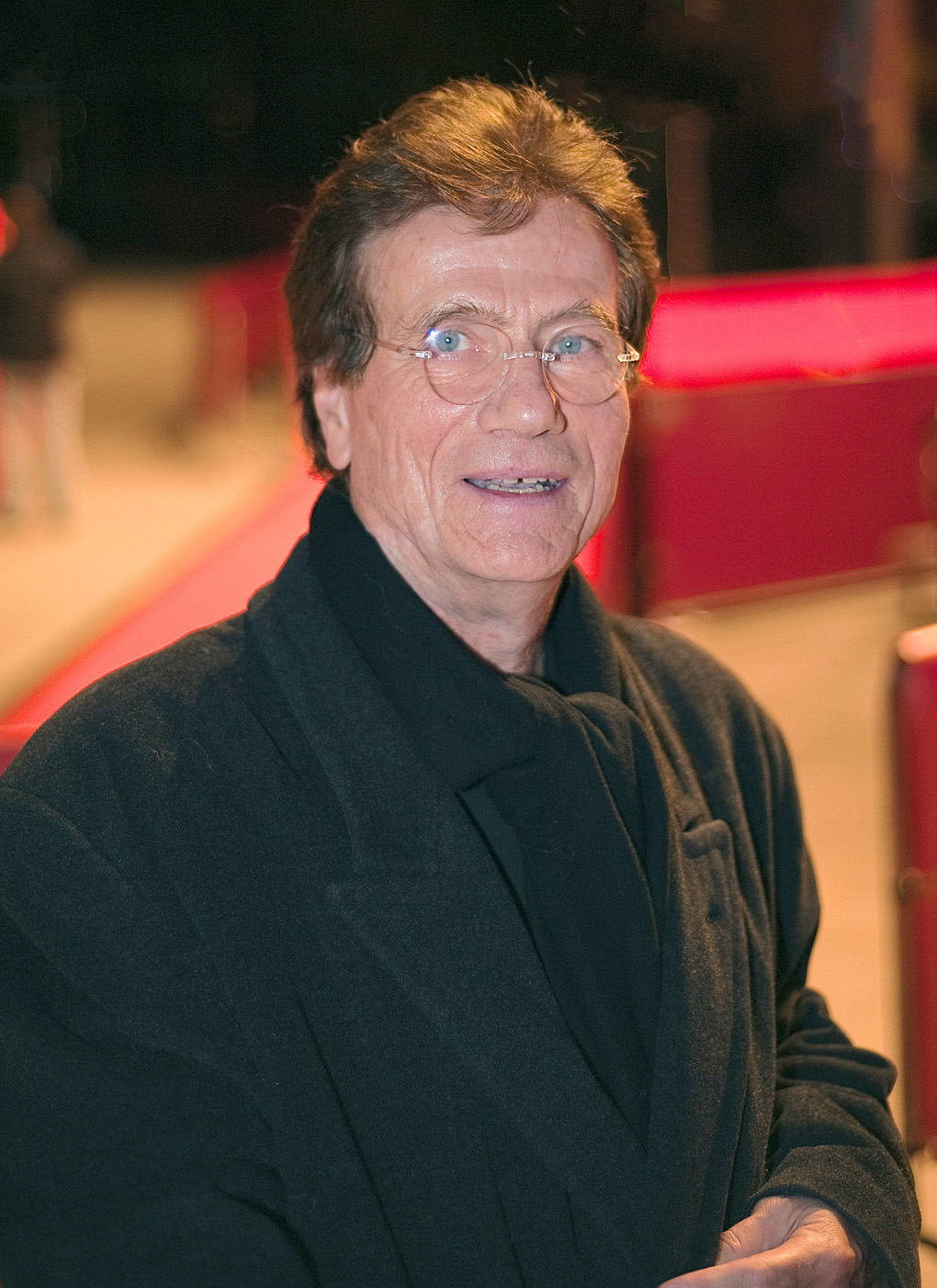
Jürgen Prochnow (* 1941)

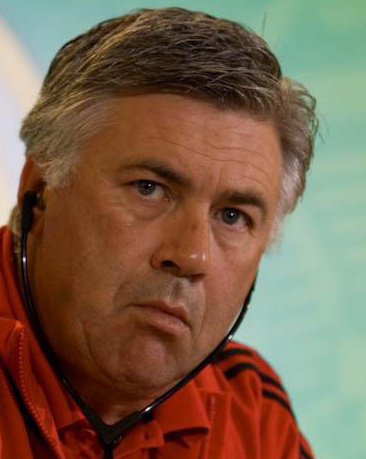
Carlo Ancelotti (* 1959)

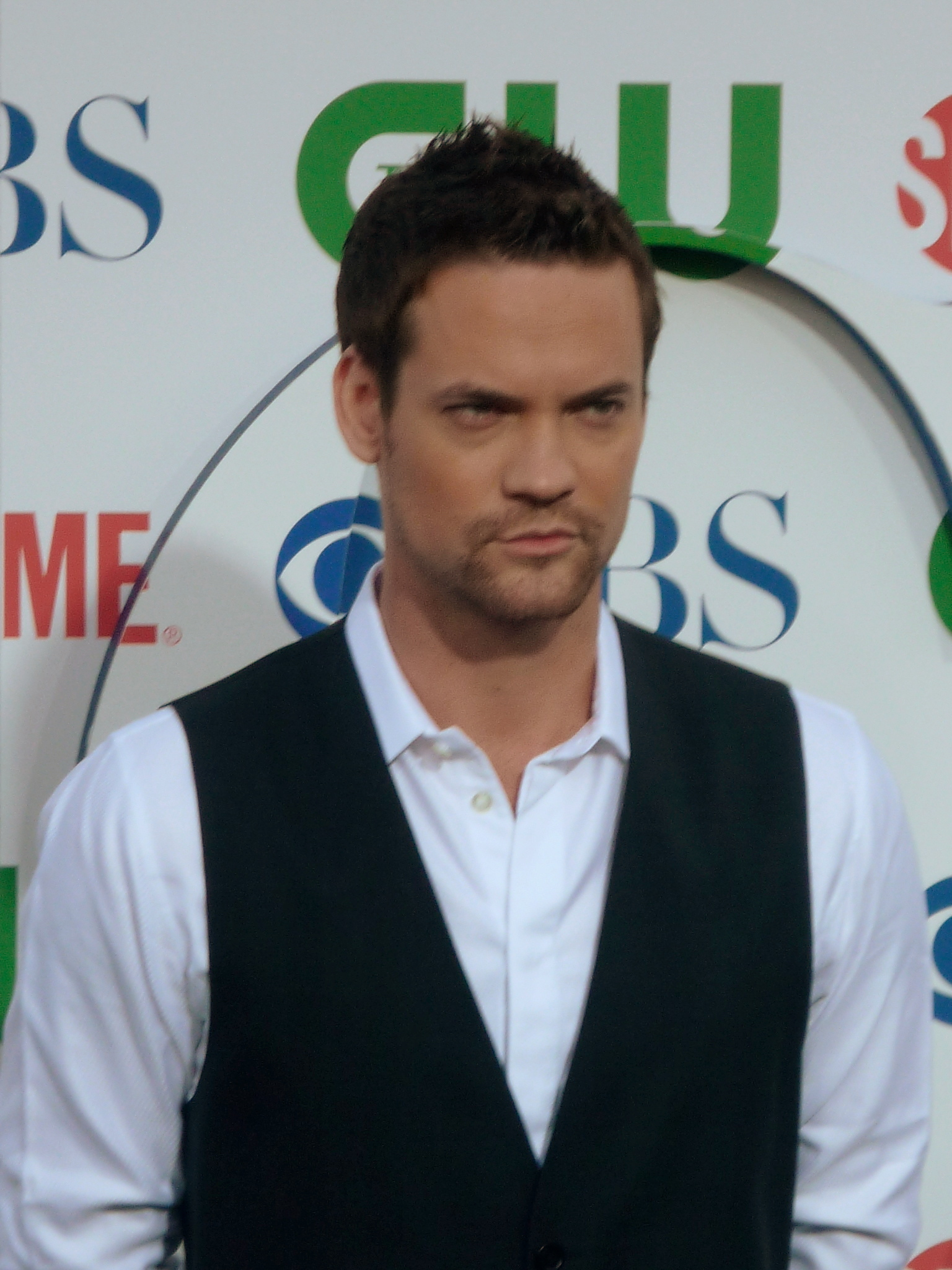
Shane West (* 1978)

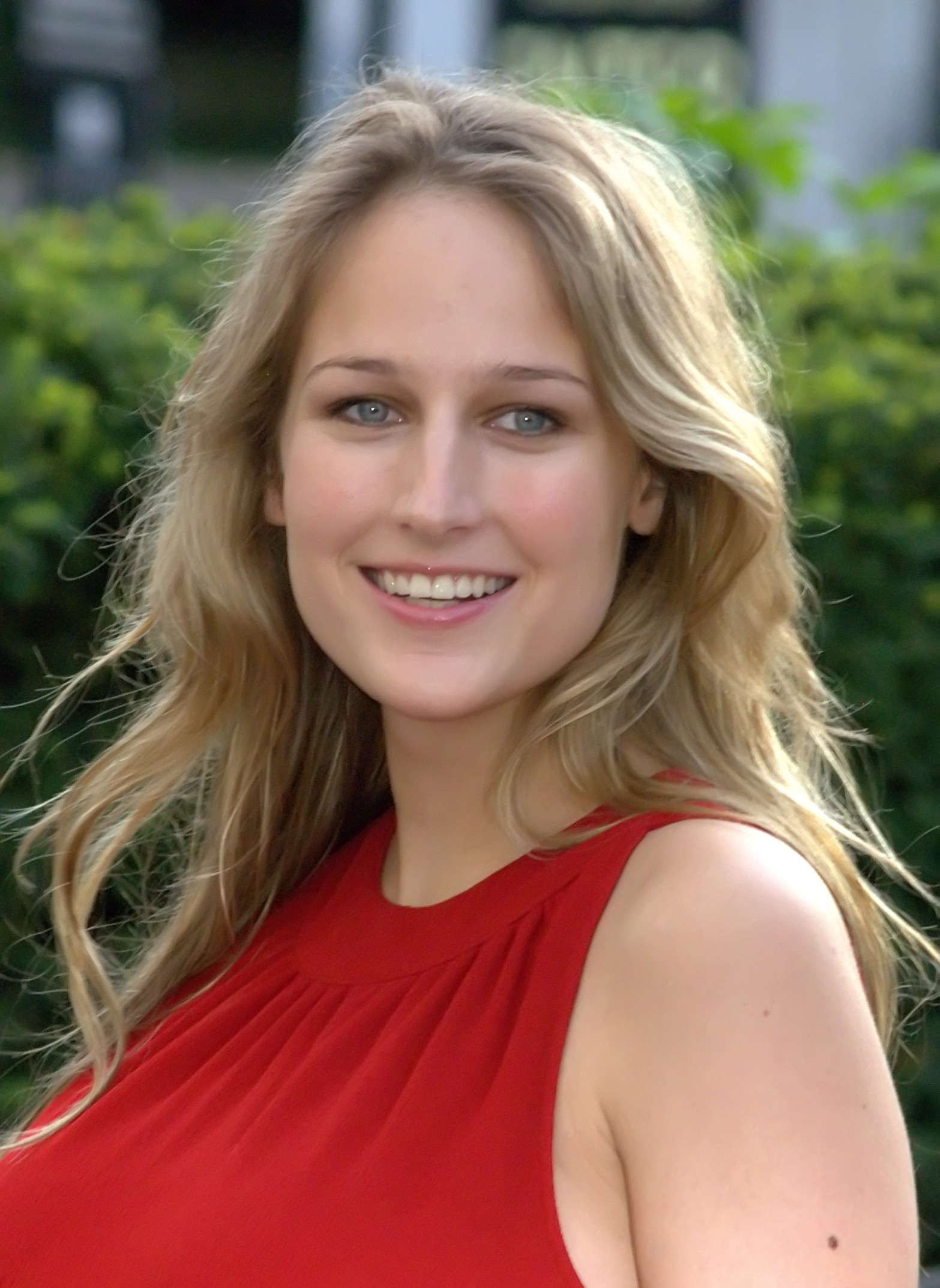
Leelee Sobieski (* 1983)

- 0940 – Abu'l-Wafa, perský astronom a matematik († 15. července 998)
- 1515 – Francisco de Toledo, místokrál Peru († 21. dubna 1584)
- 1688 – Jakub František Stuart, neúspěšný uchazeč o anglický a skotský trůn († 1. ledna 1766)
- 1710 – James Short, britský matematik, optik a výrobce dalekohledů († 15. června 1768)
- 1711 – Amélie Sofie Hannoverská, druhá dcera britského krále Jiřího II. († 31. října 1786)
- 1713 – Karolina Alžběta Hannoverská, třetí dcera britského krále Jiřího II. († 28. prosince 1757)
- 1773 – Charles-Simon Catel, francouzský hudební skladatel a pedagog († 29. listopadu 1830)
- 1790 – Joseph Daussoigne-Méhul, francouzský hudební skladatel a pedagog († 10. března 1875)
- 1796 – Antun Mihanović, chorvatský básník († 14. listopadu 1861)
- 1803 – Henry Darcy, francouzský technik a vynálezce († 3. ledna 1858)
- 1804 – Hermann Schlegel, německý zoolog († 17. ledna 1884)
- 1819 – Gustave Courbet, francouzský malíř († 31. prosince 1877)
- 1825 – Hildegarda Luisa Bavorská, arcivévodkyně, dcera krále Ludvíka I. Bavorského († 2. dubna 1864)
- 1835 – Ferdinand IV. Toskánský, toskánský velkovévoda († 17. ledna 1908)
- 1854 – Julius von Kennel, estonský přírodovědec († 24. ledna 1939)
- 1855 – Hilma Angered Strandberg, švédská spisovatelka († 23. ledna 1927)
- 1861 – Pierre Duhem, francouzský fyzik († 14. září 1916)
- 1863 – Jean Ajalbert, francouzský spisovatel († 14. ledna 1947)
- 1865 – Frederick Cook, americký polárník († 5. srpna 1940)
- 1876 – Vilém Arnošt Sasko-Výmarsko-Eisenašský, poslední velkovévoda sasko-výmarsko-eisenašský († 24. dubna 1923)
- 1877 – Chatanbátar Magsardžav, předseda vlády Vnějšího Mongolska († 3. září 1927)
- 1880 – André Derain, francouzský malíř a sochař († 8. září 1954)
- 1881
  - Jaime Sabartés, katalánský sochař, básník a spisovatel († 16. února 1968)
  - Mamija Dmitrijevič Orachelašvili, gruzínský bolševický politik († 11. prosince 1937)
- 1882 – Nevile Henderson, velvyslanec Spojeného království v nacistickém Německu († 30. prosince 1942)
- 1883 – Johannes Blaskowitz, německý nacistický generál († 5. února 1948)
- 1885 – Lord Raglan, britský šlechtic, voják, včelař, farmář a nezávislý učenec († 14. září 1964)
- 1894 – Oskar Karlweis, rakouský herec († 24. ledna 1956)
- 1897 – Taťána Nikolajevna, ruská velkokněžna, dcera cara Mikuláše II. († 17. července 1918)
- 1898 – Marie Augusta Anhaltská, dcera vévody Eduard Anhaltského († 22. května 1983)
- 1901 – Frederick Loewe, německý hudební skladatel († 14. února 1988)
- 1903 – Friedrich Born, švýcarský diplomat († 14. ledna 1963)
- 1905
  - František Hečko, slovenský básník († 1. března 1960)
  - Hanns Ludin, vyslanec Německé říše ve Slovenském státu († 9. prosince 1947)
- 1910
  - Armen Tachtadžjan, arménský botanik († 13. listopadu 2009)
  - Howlin' Wolf, americký bluesový kytarista, zpěvák a skladatel († 10. ledna 1976)
- 1912 – Anatolij Garanin, sovětský novinářský fotograf († 7. dubna 1990)
- 1913 – Tichon Nikolajevič Chrennikov, ruský hudební skladatel a pedagog († 14. srpna 2007)
- 1915 – Saul Bellow, americký spisovatel kanadského původu († 5. dubna 2005)
- 1917 – Al Schwimmer, izraelský průmyslník, zakladatel Izraelského vojenského letectva († 10. června 2011)
- 1918 – Barry Morse, britsko-kanadský herec († 2. února 2008)
- 1920 – Jozef Májovský, slovenský botanik († 16. dubna 2012)
- 1921 – Princ Philip, vévoda z Edinburghu, manžel britské královny Alžběty II († 9. dubna 2021)
- 1922 – Judy Garlandová, americká herečka a jazzová zpěvačka († 22. června 1969)
- 1923 – Robert Maxwell, britský žurnalista a multimilionář († 5. listopadu 1991)
- 1925 – Nat Hentoff, americký hudební kritik († 7. ledna 2017)
- 1926
  - Džaba Joseliani, gruzínský politik, zločinec a spisovatel († 4. března 2003)
  - Anton Trón, slovenský herec († 26. října 1996)
- 1927 – Ladislav Kubala, maďarsko-slovensko-španělský fotbalista a trenér († 17. května 2002)
- 1928
  - Maurice Sendak, americký spisovatel a ilustrátor († 8. května 2012)
  - Donald Brittain, kanadský filmový režisér († 21. července 1989)
- 1929
  - James McDivitt, americký vojenský letec a astronaut († 13. října 2022)
  - Edward Osborne Wilson, americký přírodovědec († 26. prosince 2021)
- 1931 – João Gilberto, brazilský zpěvák a kytarista († 6. července 2019)
- 1932 – Branko Lustig, chorvatský producent a herec († 14. listopadu 2019)
- 1935 – Vic Elford, britský automobilový závodník († 13. března 2022)
- 1938 – Violetta Villas, polská zpěvačka († 5. prosince 2011)
- 1940 – Jacques Rancière, francouzský marxistický filozof
- 1941
  - Harry Muskee, nizozemský zpěvák († 26. září 2011)
  - Jürgen Prochnow, německý herec
- 1949
  - Bora Dugić, srbský hudebník a flétnista
  - Frankie Faison, americký herec
- 1951 – Tom Fowler, americký baskytarista
- 1955 – Stanislav Kropilák, slovenský basketbalista a politik
- 1956
  - Rolandas Paksas, prezident Litvy
  - Jiří Borwin Meklenburský, hlava dynastie Meklenburský
- 1957 – Gediminas Vagnorius, litevský premiér
- 1964 – Jimmy Chamberlin, americký bubeník
- 1968 – Jimmy Shea americký skeletonista
- 1979 – Světlana Zacharovová, ruská primabalerína
- 1959
  - Carlo Ancelotti, italský fotbalový trenér
  - Eliot Spitzer, americký právník a politik
- 1970 – Dwayne Burno, americký kontrabasista († 28. prosince 2013)
- 1977
  - Benjamin Millepied, francouzský baletní tanečník a choreograf
  - Adam Darski, polský hudebník a televizní osobnost
- 1978 – Shane West, americký herec
- 1983
  - Leelee Sobieski, americká herečka
  - MakSim, ruská zpěvačka
  - Kees Kwakman, nizozemský fotbalista
- 1985
  - Kaia Kanepiová, estonská tenistka
  - Andy Schleck, lucemburský cyklista
- 1988 – Patrik Lindberg, švédský profesionální hráč CS:GO
- 1989 – Alexandra Stan, rumunská zpěvačka a skladatelka
- 1992 – Lukáš Cingeľ, slovenský lední hokejista
- 1996 – Alexandra Elmer, rakouská sportovní lezkyně
- 2001 – Julien Alfredová, svatolucijská běžkyně na 100 a 200 metrů

## Úmrtí
Automatický abecedně řazený seznam viz Kategorie:Úmrtí 10. června

### Česko

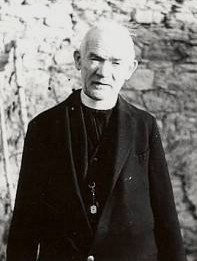
Josef Štemberka († 1942)

- 1803 – Karel Hanke, německý hudební skladatel (* 5. prosince 1749)
- 1891 – Jan Strakatý, právník, politik a divadelník (* 22. října 1835)
- 1908 – Jan Kvíčala, klasický filolog, pedagog a politik (* 6. května 1834)
- 1912 – Josef Scheiwl, malíř a ilustrátor (* 7. dubna 1833)
- 1915 – Antonín Popp, český sochař, medailér (* 30. července 1850)
- 1916 – Václav Frič, obchodník s přírodninami a podnikatel (* 14. března 1839)
- 1918 – Josef Vincenc Novák, průmyslník a sběratel umění (* 17. března 1842)
- 1933 – Heinrich Brunar, československý politik německé národnosti (* 5. října 1876)
- 1942 – Josef Štemberka, lidický kněz (* 2. února 1869)
- 1948 – Stanislav Mašata, varhaník a skladatel (* 4. května 1903)
- 1953 – Karel Domin, botanik, rektor Univerzity Karlovy (* 4. května 1882)
- 1956 – František Salesius Frabša, politik, novinář, spisovatel a překladatel (* 4. února 1887)
- 1958 – František Bardon, hermetik a mág (* 1. prosince 1909)
- 1965 – František Nábělek, botanik (* 3. května 1884)
- 1971 – Josef Träger, divadelní kritik, teoretik a scenárista (* 22. května 1904)
- 1972 – Josef Hlouch, biskup českobudějovický (* 26. března 1902)
- 1974 – Jaroslav Hájek, matematik (* 4. února 1926)
- 1976 – Jaroslav Novotný, filmový režisér (* 21. března 1903)
- 1980 – Lubomír Linhart, teoretik fotografie, filmový historik (* 28. června 1906)

### Svět

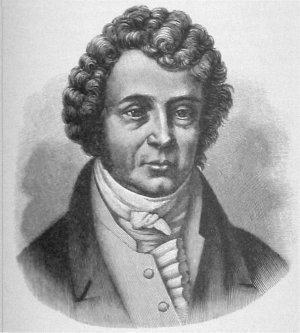
André-Marie Ampère († 1836)

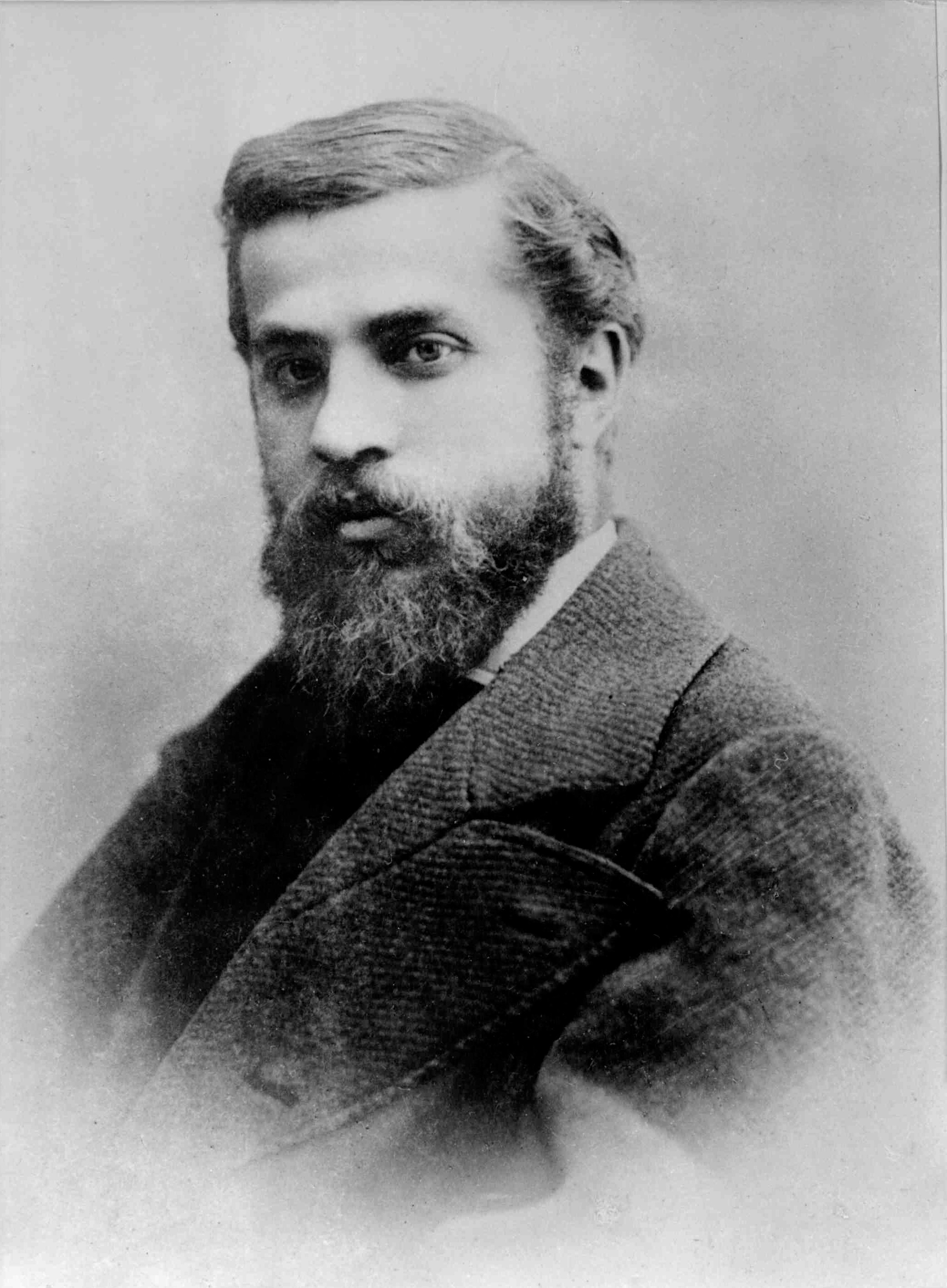
Antoni Gaudí († 1926)

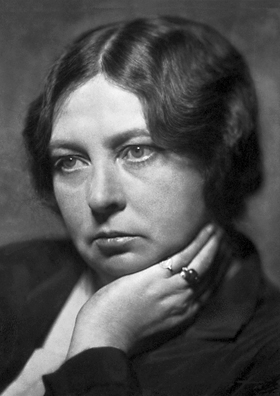
Sigrid Undsetová († 1949)

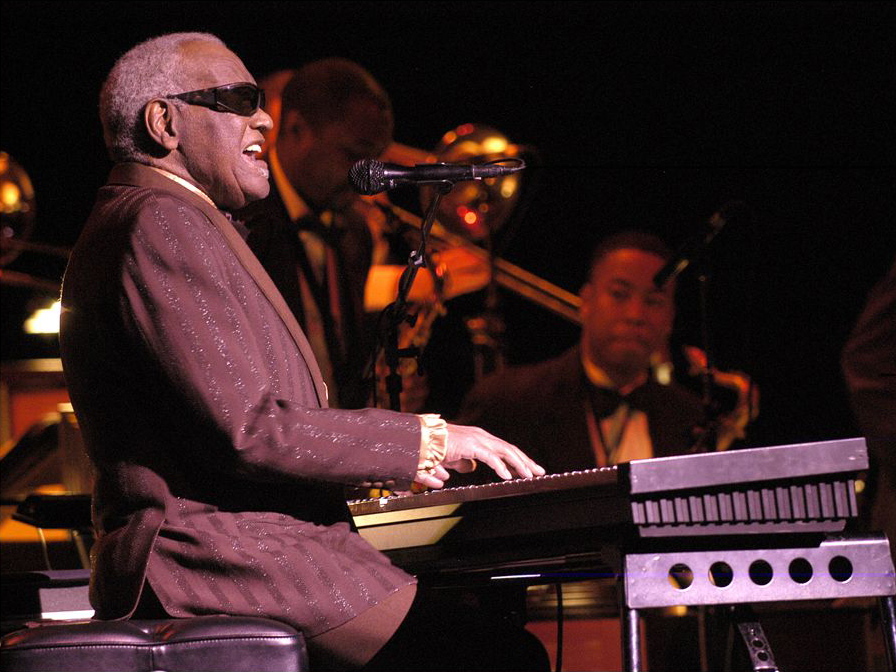
Ray Charles († 2004)

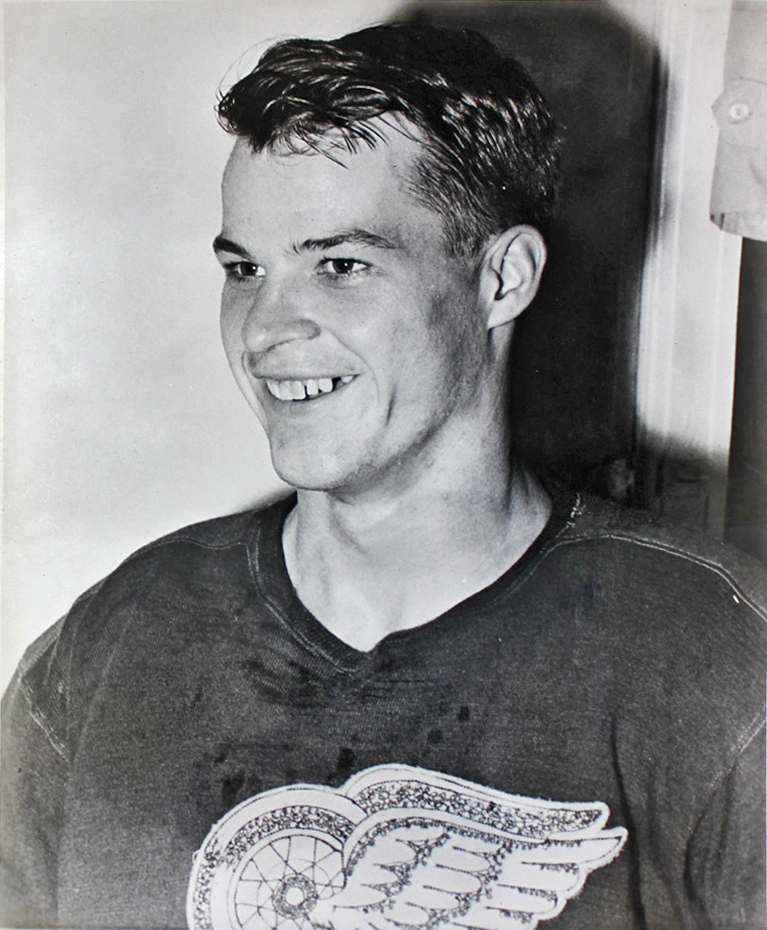
Gordie Howe († 2016)

- po 1105 – Žofie Bavorská, vévodkyně ze Zähringenu a štýrská markraběnka (* ?)
- 1141 – Richenza z Northeimu, německá královna a římská císařovna jako manželka Lothara III. ze Supplinburgu (* kolem 1087 /108])
- 1155 – Sigurd II. Norský, norský král (* 1133)
- 1190 – Friedrich I. Barbarossa, císař Svaté říše římské (* 1122)
- 1294 – Kazimír II. Lenčický, kníže lenčický (* 1262/65)
- 1414 – Beatrix Norimberská, vévodkyně rakouská, štýrská a korutanská a hraběnka tyrolská (* ok. 1360)
- 1419 – Giovanni Dominici, italský kardinál, biskup a spisovatel; blahoslavený (* 1356)
- 1424 – Arnošt Habsburský, rakouský vévoda (* 1377)
- 1525 – Florian Geyer, německý rytíř a diplomat (* 1490)
- 1580 – Luís Vaz de Camões, portugalský básník (* 1524)
- 1620 – Saliha Banu Begum, manželka mughalského císaře Džahángíra (* ?)
- 1808 – Jean-Baptiste de Belloy, francouzský arcibiskup (* 9. října 1709)
- 1811 – Karel Fridrich Bádenský, badenský markrabě a první velkovévoda (* 22. listopadu 1728)
- 1828 – Alexandre Jacques Bernard Law de Lauriston, francouzský generál a maršál (* 1. února 1768)
- 1836 – André-Marie Ampère, francouzský matematik, fyzik a filozof (* 1775)
- 1839 – Fernando Sor, španělský kytarista a skladatel (* 14. února 1778)
- 1849
  - Friedrich Kalkbrenner, německo-francouzský klavírista a skladatel (* 7. listopadu 1785)
  - Alois von Beckh Widmanstätten, rakouský tiskař a vědec (* 13. července 1753)
- 1858 – Robert Brown, skotský botanik (* 1773)
- 1868 – Michal Obrenović III., srbský kníže (* 16. září 1823)
- 1870 – Aşubcan Kadınefendi, manželka osmanského sultána Mahmuda II. (* cca 1795)
- 1877 – August Tholuck, německý protestantský teolog (* 30. března 1799)
- 1882 – Vasilij Grigorjevič Perov, ruský malíř (* 2. ledna 1834)
- 1898 – Tuone Udaina, poslední mluvčí dalmatštiny (* 1840)
- 1899 – Ernest Chausson, francouzský hudební skladatel (* 20. ledna 1855)
- 1903 – Victorin de Joncières, francouzský hudební skladatel a kritik (* 12. dubna 1839)
- 1914
  - Ödön Lechner, maďarský architekt (* 27. srpna 1845)
  - Robert Meyer, předlitavský ekonom, státní úředník a politik (* 8. ledna 1855)
- 1918
  - Albert Clerc, francouzský šachový mistr (* leden 1830)
  - Arrigo Boito, italský spisovatel, básník, novinář a hudební skladatel (* 24. února 1842)
- 1926 – Antoni Gaudí, katalánský architekt (* 1852)
- 1930 – Adolf von Harnack, německý teolog (* 17. května 1851)
- 1940 – Marcus Garvey, jamajský novinář, předchůdce panafrického hnutí (* 17. srpna 1887)
- 1943 – František Dvořák, český lékař, archeolog, popravený za účast v protinacistickém odboji (* 28. listopadu 1896)
- 1944 – Oleh Olžyč, ukrajinský básník a archeolog (* 7. července 1907)
- 1949 – Sigrid Undsetová, norská spisovatelka, nositelka Nobelovy ceny (* 1882)
- 1959 – Vitalij Bianki, ruský autor přírodopisných knih pro děti (* 11. února 1894)
- 1961 – Jane Reece, americká fotografka (* 19. června 1868)
- 1967 – Spencer Tracy, americký filmový herec (* 5. dubna 1900)
- 1973 – Erich von Manstein, německý polní maršál (* 24. listopadu 1887)
- 1974 – Henry, vévoda z Gloucesteru, britský královský princ (* 31. března 1900)
- 1975 – Achille Van Acker, premiér Belgie (* 8. dubna 1898)
- 1976 – Adolph Zukor, zakladatel Paramount Pictures (* 7. ledna 1873)
- 1982 – Rainer Werner Fassbinder, německý režisér, scenárista, dramatik a herec (* 31. května 1945)
- 1998 – Bobby Bryant, americký trumpetista (* 19. května 1934)
- 1999 – Jiří Vršťala, český herec (* 31. července 1920)
- 2000 – Háfiz al-Asad, syrský prezident (* 6. října 1930)
- 2001 – Leila Pahlaví, íránská princezna (* 27. března 1970)
- 2003 – Bernard Williams, britský filozof (* 21. září 1929)
- 2004
  - Xenofón Zolotas, premiér Řecka (* 26. března 1904)
  - Ray Charles, americký hudebník, zpěvák a skladatel (* 23. září 1930)
- 2005 – Kenneth Taylor, americký teolog a spisovatel (* 8. května 1917)
- 2007 – Stanislav Brovet, jugoslávský admirál (* 14. května 1930)
- 2008 – Čingiz Torekulovič Ajtmatov, kyrgyzský spisovatel a publicista  (* 1928)
- 2009 – Jack Nimitz, americký saxofonista (* 11. ledna 1930)
- 2011 – Al Schwimmer, izraelský průmyslník, zakladatel izraelského vojenského letectva (* 10. června 1917)
- 2012 – Will Hoebee, nizozemský hudební producent a skladatel (* 29. června 1947)
- 2015
  - James Last, německý hudební skladatel a dirigent (* 17. dubna 1929)
  - Wolfgang Jeschke, německý spisovatel a vydavatel literatury sci-fi (* 19. listopadu 1936)
- 2016 – Gordie Howe, kanadský hokejista (* 1928)
- 2023 – Theodore Kaczynski, americký matematik, sociální kritik, anarchista, neoluddista a terorista znám jako Unabomber (* 22. května 1942)

## Svátky

### Česko
- Významný den: Vyhlazení obce Lidice
- Gita
- Margit
- Olívie, Olivie, Oliva
- Socialistický kalendář – Den vyhlazení Lidic (1942)

### Svět
- Slovensko – Margaréta
- Rakousko, Španělsko – Boží tělo (Corpus Christi)
- Portugalsko – Národní den
- Azory – Camoes Day
- Vatikán – Den svatého srdce

| 10. červen v pražském KlementinuÚdaje jsou platné k 8. 7. 2025. | 10. červen v pražském KlementinuÚdaje jsou platné k 8. 7. 2025. | 10. červen v pražském KlementinuÚdaje jsou platné k 8. 7. 2025. |
| minimum                                                         | denní průměr                                                    | maximum                                                         |
| --------------------------------------------------------------- | --------------------------------------------------------------- | --------------------------------------------------------------- |
| 6,5 °C (1881)                                                   | 17,3 °C (od 1961)                                               | 33,0 °C (1937)                                                  |